# Железнички музеј узаног колосека
Железнички музеј узаног колосека смештен је у поред железничке станице у Пожеги и саставни је део Железничког музеја чије је седиште у Београду. У њему се налазе експонати који потичу искључиво из времена када је постојао систем пруга уског колосека на простору Србије и БиХ. Музеј је отворен 12. априла 1990. године, а основао га је Стојан Стаматовић (1924—1989) који је обилазио напуштене пруге, објекте и отпаде и марљиво сакупљао музејске експонате.